# 검단양촌 나들목
검단양촌 나들목(Geomdan-Yangchon IC)은 인천광역시 서구 오류동에 설치된 수도권제2순환고속도로의 3번 교차로이다. 나들목 진출입로는 경기도 김포시 양촌읍 대포리와 접하고 있으며, 2017년 3월 23일에 개통되었다.
본래 가칭은 검단 나들목이었으나, 김포시의 요구에 의해 2017년 1월 31일에 현재의 검단양촌 나들목으로 명칭이 확정되었다.

## 연혁
- 2011년 12월 30일 : 나들목 신설을 위해 인천광역시 도시계획시설 교통광장에 서구 오류동 일원을, 김포시 도시계획시설 교통광장에 양촌읍 대포리 일원을 검단 나들목으로 고시[2]
- 2014년 8월 13일 : 2017년 3월 22일까지 설계 변경을 위해 김포시 도시계획시설 교통광장, 인천광역시 도시계획시설 교통광장 면적 변경[3]
- 2017년 1월 31일 : 명칭을 검단양촌 나들목으로 확정[1]
- 2017년 3월 23일 : 수도권제2순환고속도로 인천 ~ 김포 구간 개통에 따라 영업 개시[4]

## 구조물 정보
- 위치: 인천광역시 서구 오류동
- 영업소: 인천광역시 서구 단봉로216번길 64-40

## 접속하는 도로
- 단촌로
- 간접 연결 : 국가지원지방도 제84호선 (대곶검단로, 양촌산단 교차로 이용)